# Sven Skovmand
Sven Skovmand (født 29. september 1936 på Frederiksberg) er journalist, forfatter, historiker, forlagsejer og politiker (Folkebevægelsen mod EU og Det Radikale Venstre). Han er født på Frederiksberg som søn af historikeren Roar Skovmand. 
Sven Skovmand blev uddannet som journalist på Venstrebladet for Det sydlige Jylland, Helsingør Dagblad og Skive Folkeblad. Senere var han redaktør for flere tidsskrifter. Han har også udgivet adskillige bøger, herunder flere på eget forlag (Forlaget Hedeskov), der også udgiver hans netavis Samtid. 
Politisk set var han medlem af Radikal Ungdoms forretningsudvalg (1959-64 og 1965-66). Han har været medlem af Det Radikale Venstres hovedbestyrelse i flere omgange siden 1962 – senest valgt som første suppleant for Østjylland i 2020. Han har ofte været folketingskandidat 1966-2005. Radikal folketingsmedlem for Københavns amt 1968-73. Indkaldt som stedfortræder i 1984. 
I 1972 blev Sven Skovmand medlem af kommunikationsudvalget i Folkebevægelsen mod EF, som han repræsenterede i Europa-Parlamentet i 1979-84. Han har været medlem af Folkebevægelsens forretningsudvalg gennem mange år, og han blev genvalgt til Folkebevægelsens landsledelse, indtil han trådte ud på landsmødet i oktober 2019. I 2008 blev han opstillet til Europa-Parlamentet for anden gang, men han opnåede ikke valg i 2009. 

## Sven Skovmand er ikke Charlie
I 2015, mens han var medlem af Radikale Venstres hovedbestyrelse, udtalte Sven Skovmand følgende om skuddramaerne i København i januar 2015: "I virkeligheden skulle de folk, der lavede arrangementet med Lars Wilks, straffes for uagtsomt manddrab, for havde de ikke gjort det, var der ikke sket noget. Og hvorfor indbyde en mand, der har tegnet Muhammed som hund? Det er plat og skal ikke belønnes".
Om terrorangrebet mod Charlie Hebdo udtalte Skovmand: "Charlie Hebdo var selv ude om det. Hvorfor skulle de genere muslimer, som ikke har det for godt i Frankrig?"
Formand for Radikales hovedbestyrelse, Svend Thorhauge, udtalte til Jyllands-Posten, at han tog afstand fra udtalelserne, som han ikke kunne genkende i partiets politik.

## Syn på Sovjetunionen
Sven Skovmand besøgte i 1977 Sovjetunionen og hævdede i den forbindelse, at kampagnen for at indføre basale menneskerettigheder i USSR var en hindring for varig fred og sikkerhed. I 1979 beskrev Skovmand det sovjetiske diktatur under Leonid Bresjnev som et rigt og frit samfund. I undervisningsbogen Sovjetunionen fra 1979 hævdede Skovmand, at den sovjetiske forfatning sikrede befolkningen bedre rettigheder end den danske grundlov.